# 자본시장과 금융투자업에 관한 법률
자본시장법(資本市場法) 혹은 '자본시장과 금융투자업에 관한 법률'은 자본시장의 공정성ㆍ신뢰성ㆍ효율성을 높여 국민경제의 발전에 이바지함을 목적으로 2007년 8월 3일 제정되어 2009년 2월 4일부터 시행 중인 법률이다.

## 같이 보기
- 내부자거래

## 참고 문헌
- 이상복, 자본시장법상 기업공시- 이론과 실무, 박영사, 2012. ISBN 9788964548295
- 김병연, 자본시장법- 사례와 이론, 제2판, 박영사, 2015. ISBN 9791130326979
- 변제호 외, 자본시장법, 지원출판사, 2015. ISBN 9788996277743
- 김구환, 자본시장법 실무, 법률서원, 2011. ISBN 9788991082922
- 김정수, 자본시장법상 부정거래행위, SFL그룹, 2015. ISBN 9788996642039